# Inge Groeninckx
Inge Groeninckx ( n. 1976) es una botánica belga. Es especialista en la familia de las rubiáceas, desarrollando actividades académicas en el «Laboratorio de Sistemática de Plantas», del Instituto de Botánica y Microbiología, en la Universidad Católica de Lovaina.

## Algunas publicaciones
- f. Niyongabo, i. Groeninckx, p. Meerts, s. Dessein. 2011. A new species of Hedythyrsus (Rubiaceae) with comments on the generic delimitations within African Spermacoceae s.l. Systematic Botany 36: 1028-1037

- i. Groeninckx, m. Briggs, a. Davis, p. de Block, e. Robbrecht, e. Smets, s. Dessein. 2010. A new herbaceous genus endemic to Madagascar: Phialiphora (Spermacoceae, Rubiaceae). Taxon 59, 6: 1815-1829, 7 figs.

- --------------------, h. Ochoterena, e. Smets, s. Dessein. 2010. Molecular phylogenetic and morphological study of Kohautia (Spermacoceae, Rubiaceae), with the recognition of the new genus Cordylostigma. Taxon 59: 1457-1471

- --------------------, p. de Block, e. Robbrecht, e. Smets, s. Dessein 2010. Amphistemon and Thamnoldenlandia, two new genera of Rubiaceae (Spermacoceae) endemic to Madagascar. Bot. J. of the Linnean Soc. 163: 447-472

- --------------------, -----------------, f. Rakotonasolo, e. Smets, s. Dessein. 2009. Rediscovery of Malagasy Lathraeocarpa allows determination of its taxonomic position within Rubiaceae. Taxon 58, 1: 209-226, 8 figs.

- --------------------, s. Dessein, h. Ochoterena, c. Persson, t.j. Motley, j. Kårehed, b. Bremer, s. Huysmans, e. Smets. 2009. Phylogeny of the herbaceous tribe Spermacoceae (Rubiaceae)based on plastid DNA data. Ann. of the Missouri Botanical Garden 96, 1: 109-132, 4 figs.

### Libros
- i. Groeninckx, a. Vrijdaghs, e. Smets. 2011. Development of corolla tubes and corolla slits in the subfamily Rubioideae (Rubiaceae). En: Borsch, T., Giere, P., Hoffmann, J., Jahn, R., Löhne, C., Nordt, B. & M. Ohl (eds.), BioSystematics Berlin, 21 – 27 de febrero de 2011, Programa y Resúmenes: 147-148. Botanic Garden & Botanical Museum Berlin-Dahlem, Freie Universität Berlin, Alemania. 434 pp. ISBN 978 3 921800 68 3

- La abreviatura «Groeninckx» se emplea para indicar a Inge Groeninckx como autoridad en la descripción y clasificación científica de los vegetales.[3]